# Christliche Volkspartei
De Christliche Volkspartei (CVP) was een christendemocratische politieke partij in de Bondsrepubliek Duitsland. 
De partij ontstond op 22 juli 1956 als gevolg van een fusie tussen de Christliche Volkspartei des Saarlandes en de Saarlandse afdeling van de rooms-katholieke Deutsche Zentrumspartei. In 1957 werd de fusie echter weer ongedaan gemaakt. Op 17 juli 1965 fuseerde de Christliche Volkspartei des Saarlandes met de Saarländische Volkspartei (SVP) en de Zentrumspartei tot de CVP. De Saarlandse afdeling van de CVP nam de naam SVP/CVP (Saarländische Volkspartei/Christliche Volkspartei) aan.
In 1965 deed de CVP mee aan de verkiezingen voor de Bondsdag. De partij behaalde geen zetel. De Zentrumspartei-leden van de CVP traden toen uit de partij. In 1970 werd de partij (evenals de SVP/CVP) opgeheven.